# Ali MacGraw
Elizabeth Alice "Ali" MacGraw, född 1 april 1939 i Pound Ridge i delstaten New York, är en amerikansk före detta  skådespelare och fotomodell samt djurrättsaktivist.

## Biografi
Ali MacGraw tog universitetsexamen 1960 i konsthistoria vid Wellesley College. Hon fick sedan arbete vid tidskriften Harper's Bazaar, först som redaktionsassistent och sedan som hjälpreda till modefotografen. Så småningom hamnade hon själv framför kameran och 1967 var hon en av USA:s populäraste fotomodeller. 
MacGraw filmdebuterade 1968 i en liten roll i Skott ur mörkret. Hon fick sitt stora genombrott året därpå i Goodbye, Columbus. Hennes mest kända roll är förmodligen som döende hjältinna i 1970-talets största snyftare, Love Story (1970).
Hon var gift (andra äktenskapet) 1969–1972 med filmproducenten Robert Evans och 1973–1978 med skådespelaren Steve McQueen.

## Filmografi
- 1968 – Skott ur mörkret
- 1969 – Goodbye, Columbus
- 1970 – Love Story
- 1972 – Getaway - rymmarna
- 1978 – Konvoj
- 1979 – Players
- 1980 – Just Tell Me What You Want
- 1983 – Krigets vindar (TV-miniserie, sju avsnitt)
- 1983 – China Rose (TV-film)
- 1985 – Dynastin (TV-serie, 13 avsnitt)
- 1985 – Murder Elite
- 1992 – Havets faror (TV-film)
- 1993 – Gunsmoke: The Long Ride (TV-film)
- 1994 – Naturlig död?
- 1997 – Glam